# Трећи бачко-барањски партизански одред
Трећи бачко-барањски партизански одред је био партизанска јединица у саставу Народноослободилачке војске и партизанских одреда Југославије током Другог светског рата у Југославији.

## Историјат
Према директиви Врховног штаба НОВ и ПОЈ, а одлуком Главног штаба НОВ и ПО Војводине повучени су борци Бачвани из сремских јединица и од њих је 11. августа 1943. године формиран на Широком долу у Фрушкој гори Бачкобарањски одред од 16 бораца. Одред је добио задатак да се пребаци у Бачку и да се тамо попуни илегалцима и борцима из Бачке и да заједнички наставе са акцијама и диверзијама. За команданта Одреда постављен је Светислав Величковић, родом из Жабља, за заменика команданта Богдан Стојаковић-Црни Ђорђе, родом из Бачке Паланке, а за заменика комесара Лазар Бранков из Бечеј, који је уједно требало да буде и официр за везу, али он ни једну од тих дужности није вршио. Комесар одреда постављен је тек када се Одред пребацио у Бачку. Крајем августа 1943. године Бачко-барањски одред се у мањим групама пребацио у Бачку. Привремено команда одреда смештена је у Паланци у кући Лазара Стојаковића, где је постојало неколико база за смештај људства и материјала, а остали чланови одреда сместили су се на територији бачкопаланачког среза у селима и на салашевима Парага, Силбаша, Товаришева и других места.
Наредбом Главног штаба НОВ и ПО Војводине бр. 10 од 2. септембра 1943. за комесара Бачко-барањског одреда постављен је Миладин Јоцић, инжењер и члан месног комитета  из Турије. Попуњена од нових бораца, Команда Бачко-барањског одреда уз помоћ Обласног комитета извршила је у Парагама тзв. физичко оформљење одреда. Ради лакшег оперисања на терену Одред је подељен на пет група које се упућују на терене бечејског, сомборског, бачкопаланачког и новосадског среза. Пета – диверзантска група – добила је задатак да разара пруге и уништава возове и станична постројења. Групе су појединачно пришле извођењу акција које су током септембра и октобра 1943. захватиле скоро читаву Бачку, а посебно су имале успеха на теренима бачкопаланачког, кулског и новосадског среза.
Врше се напади на мање жандарске патроле, станичне зграде, руше се пруге и телефонско-телеграфски стубови и нападају се кудељаре и пали се кудеља. За успешно изведене акције Главни штаб НОВ и ПО Војводине својом наредбом од 7. новембра 1943. године упућено је борцима и руководиоцима III бачко-барањског одреда изрекао је следаћу похвалу: „Главни штаб НОВ и ПО Војводине изражава своју захвалност борцима и руководиоцима III бачко-барањског одреда који су упркос терора зверског мађарског окупатора с успехом спалили фабрике кудеље у Бачкој Паланци, Старом Врбасу и Торжи, као и борцима 1 сремског одреда који су спалили фабрику кудеље и преко 88 вагона лана. Овим подвизима уништено је око 2500 вагона кудеље и лана, чиме је фашистичком окупаТору нанесен тежак ударац.“
Да би сузбио дјеловање мађарски окупатор спороводи низ акција у којима су претраживали села која су пружала подршку партизанима и мјеста гдје су претпостављали да се скривају. Тако је откривено и склониште комесара одреда Миладина Јоцића који је након једночасовне борбе убијен. Масовнане непријатељска блокада села и салаша бачкопаланачког среза и стална хапшења приморали су чланове Обласног комитета да се пребаце у Врбас а чланове Бачко–барањског одреда да се повуку на салашеве око Бачке Паланке и у базе у Бачкој Паланци, да би сачекали директиву о даљем раду и акцијама Одреда. да ли да се пребаце у друге срезове Бачке или пак да се врате у Срем. Док се чекало на одлуку, пошто није било довољно база за смештај свих чланова Бачко–барањског одреда, командант одреда Светислав Величковић се са једном мањом групом бораца пребацио на терен жабаљског и новосадског среза, где је наставио са акцијама.
Део III бачко-барањског одреда који се новембра 1943. npe6aцио у Срем био је стациониран и у околини села Сусека. Током зиме 1943/44. борци Одреда су се војно и политички припремали за нове акције, а мањи број чланова Одреда је упућиван на разне диверзантске курсеве да би, чим окопни снег, прешли у Бачку и на нове диверзије и акције Одред је такође у фебруару 1944. године имао и неколико акција у Срему.
Са наступањем пролећа 1944. године и главнина Бачко–барањског одреда из Срема прелази у Бачку и тада по сједињавању читавог одреда отпочиње са акцијама ширих размера. С обзиром на све већу масивност НОП у Бачкој и на врло велики прилив нових бораца у Бачко–барањски одред, Главни штаб НОВ и ПО Војводине својом наредбом од 22. јула 1944. године врши реорганизацију у војним формацијама Бачке. Он оформљује ново војно руководство које ће руководити свим војним акцијама у Бачкој – Бачко-барањску оперативну зону. За команданта зоне поставља бившег команданта Бачко–барањског одреда Светислава Величковића–Цвету, а за комесара Ђорђа Васића, политичког комесара II Сремског одреда, а наредбом Главног штаба НОВ и ПО Војводине од 17. августа 1944. за начелника Бачко-барањске оперативне зоне постављен је Живан Продановић. Штаб Бачко-барањске оперативне зоне својом првом наредбом од 23. августа 1944. од бораца Бачко-барањског одреда и прилива нових бораца формира три нова одреда: Бачкопаланачки, Шајкашки и Суботички партизански одред.